# Urban-Cycling-Weltmeisterschaften/Flatland der Männer
Der Flatland-Wettbewerb der Männer wird seit 2019 bei den Urban-Cycling-Weltmeisterschaften ausgetragen.

## Palmarès
| Jahr | Austragungsort                      | Gold                                | Silber                              | Bronze                              |
| ---- | ----------------------------------- | ----------------------------------- | ----------------------------------- | ----------------------------------- |
| 2019 | Chengdu                             | Dominik Nekolný                     | Matthias Dandois                    | Moto Sasaki                         |
| 2020 | nicht ausgetragen (Corona-Pandemie) | nicht ausgetragen (Corona-Pandemie) | nicht ausgetragen (Corona-Pandemie) | nicht ausgetragen (Corona-Pandemie) |
| 2021 | Montpellier                         | Matthias Dandois                    | Moto Sasaki                         | Alexandre Jumelin                   |
| 2022 | Abu Dhabi                           | Moto Sasaki                         | Masato Ito                          | Kio Hayakawa                        |
| 2023 | Glasgow                             | Yu Shoji                            | Kio Hayakawa                        | Matthias Dandois                    |
| 2024 | Abu Dhabi                           | Matthias Dandois                    | Moto Sasaki                         | Jean William Prévost                |

## Medaillenspiegel
| Platz  | Land       | Gold | Silber | Bronze | Gesamt |
| ------ | ---------- | ---- | ------ | ------ | ------ |
| 1      | Japan      | 2    | 4      | 2      | 8      |
| 2      | Frankreich | 2    | 1      | 2      | 5      |
| 3      | Tschechien | 1    | 0      | 0      | 1      |
| 4      | Kanada     | 0    | 0      | 1      | 1      |
| Gesamt | Gesamt     | 5    | 5      | 5      | 15     |